# Grote Markt (Brujas)

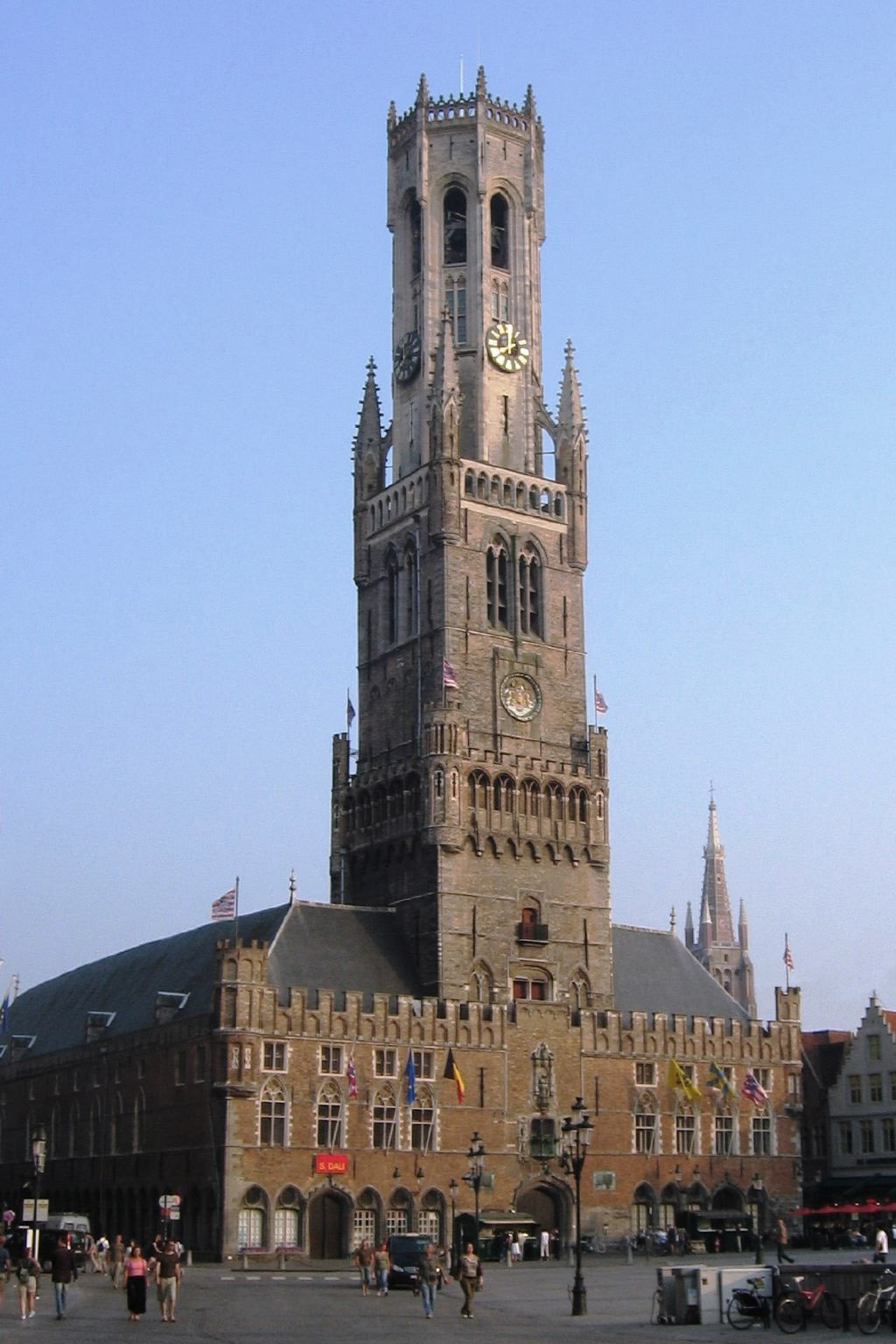
El Campanario de Brujas.

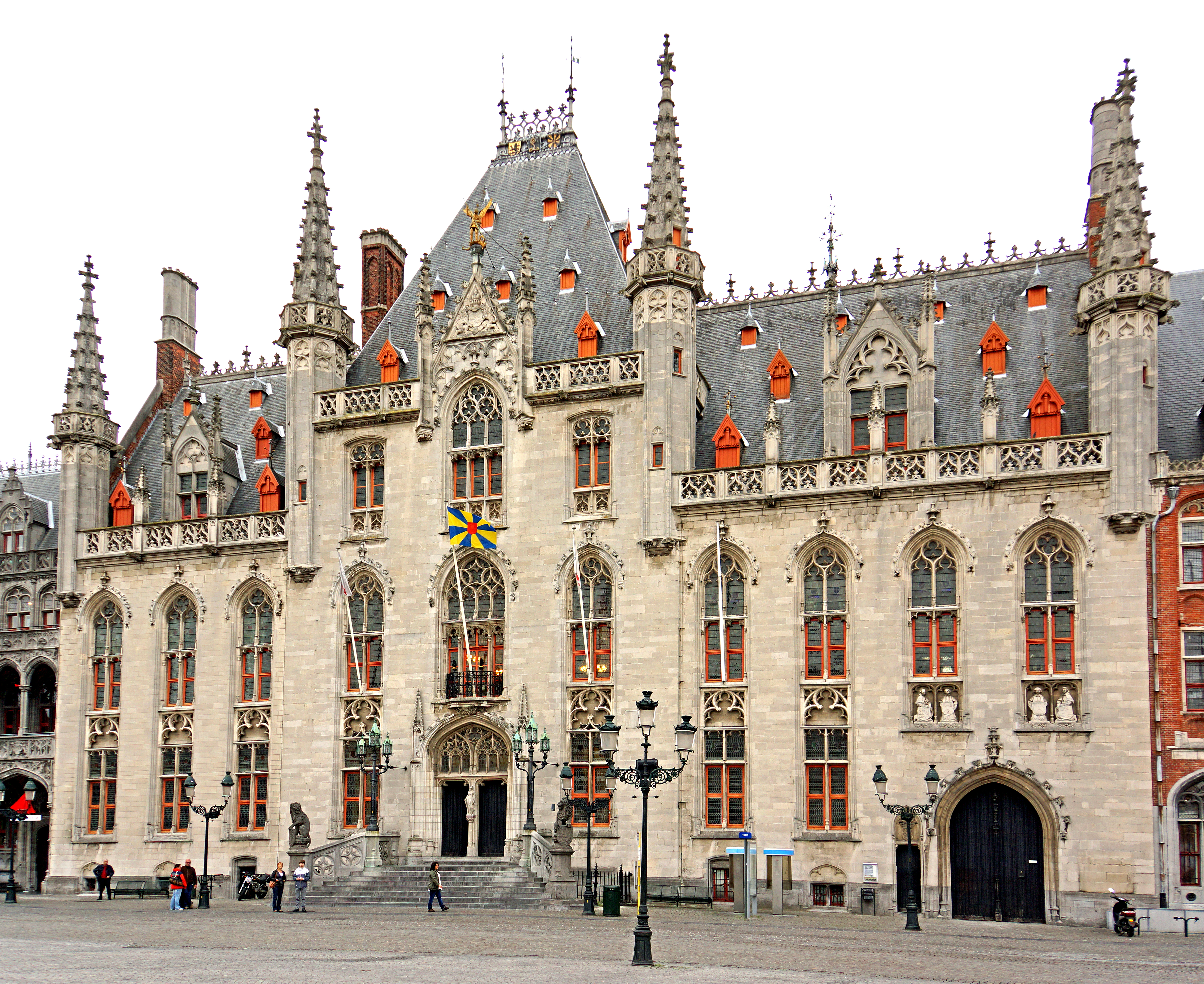
El Juzgado Provincial.

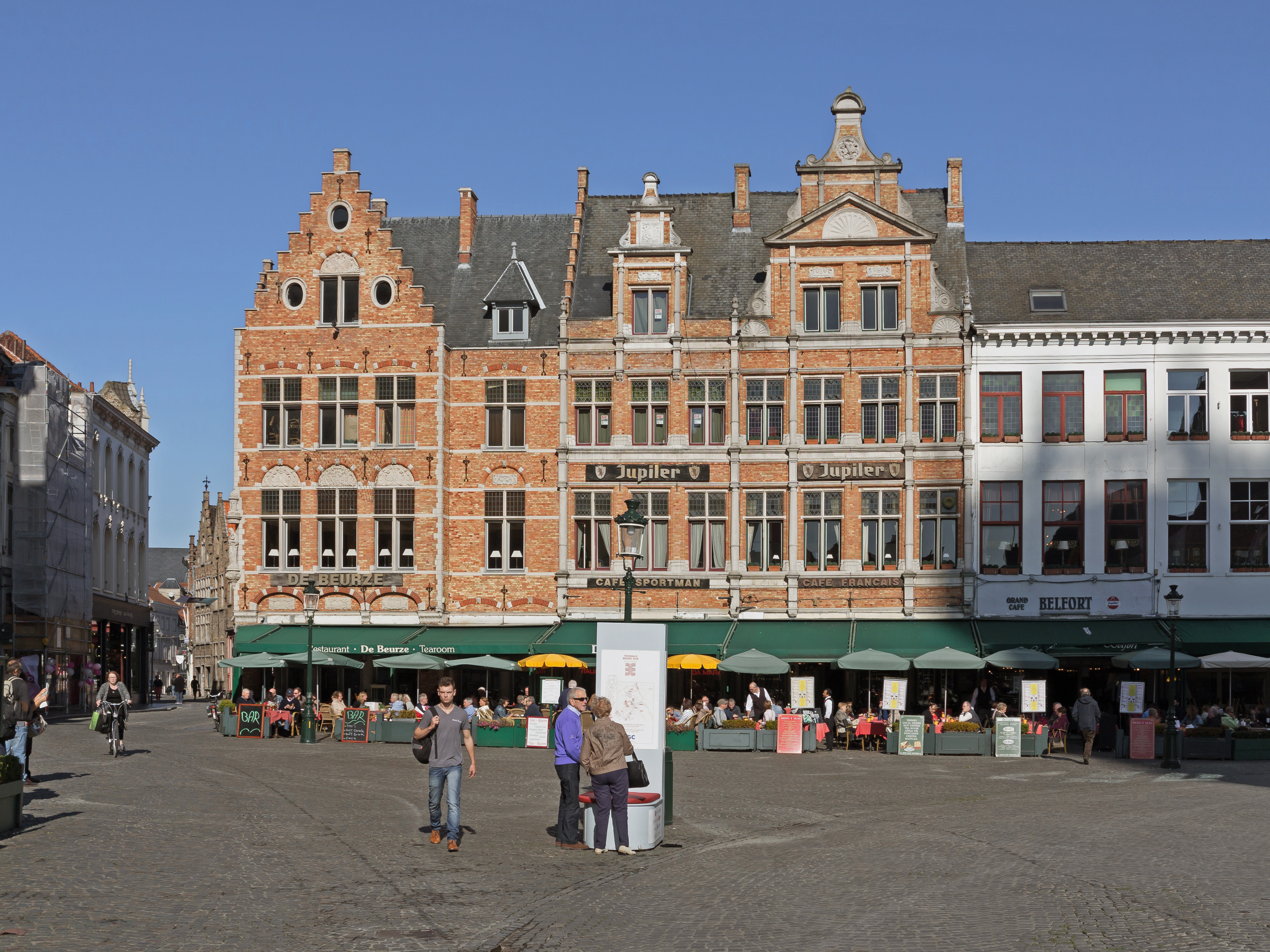
Grote Markt (Plaza Mayor).

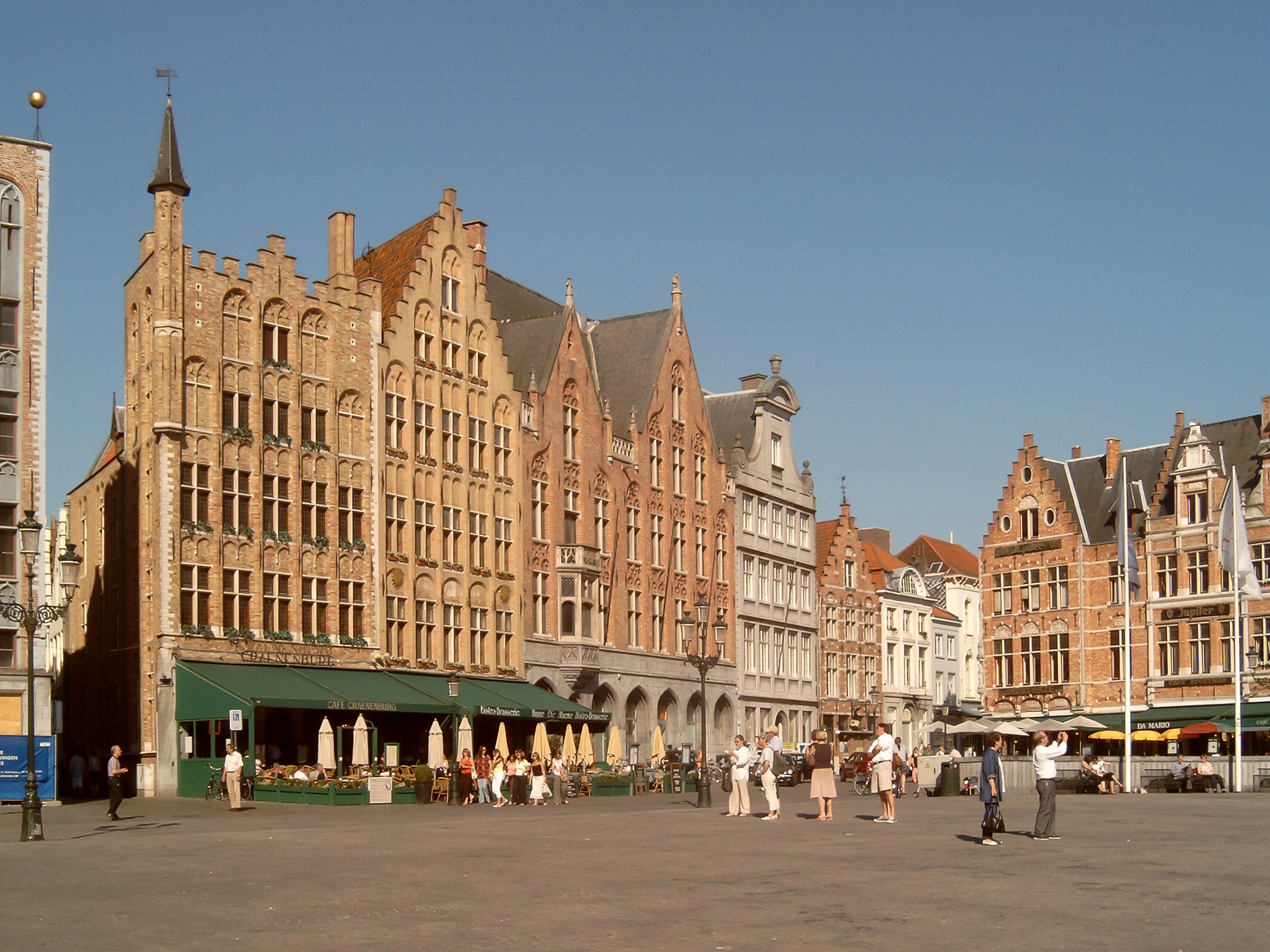
La Casa Cranenburg (izquierda).

La Grote Markt o Plaza Mayor de Brujas, Bélgica está situada en el centro de la ciudad y tiene una superficie de una hectárea. Entre los monumentos alrededor de la plaza están el campanario, del siglo XII, y el Juzgado Provincial (originalmente Waterhalle, que se demolió en 1787 y fue sustituido con un edificio clasicista que desde 1850 sirvió como tribunal provincial y tras un incendio en 1878 fue reconstruido en estilo neogótico en 1887). En el centro de la plaza están las estatuas de Jan Breydel y Pieter de Coninck.
En 1995 la plaza se renovó completamente. Se eliminaron los aparcamientos y se peatonalizó en su mayor parte, haciéndola más apropiada para celebraciones. La plaza renovada reabrió en 1996 con un concierto de Helmut Lotti.